# Гравітаційне поле Землі
Гравітаці́йне по́ле Землі́ — фізичне поле, зумовлене тяжінням маси Землі і відцентровою силою, яка виникає внаслідок добового обертання Землі. Незначною мірою залежить також від тяжіння Місяця і Сонця й інших небесних тіл та маси земної атмосфери. Гравітаційне поле Землі характеризується силою тяжіння, потенціалом сили тяжіння і різними його похідними. Потенціал має розмірність м²·с-2. За одиницю вимірювання перших похідних потенціалу (включно з силою тяжіння) в гравіметрії прийнятий мілігал (мГал), що дорівнює 10-6 м/с², а для наступної похідної — етвеш (Е), що дорівнює 10-9 с-2.
Значення основних характеристик гравітаційного поля Землі: потенціал сили тяжіння на рівні моря дорівнює 62 636 830 м²·с-2; середня сила тяжіння на Землі 979,8 Гал; зменшення середньої сили тяжіння від полюса до екватора 5200 мГал (в тому числі внаслідок добового обертання Землі — 3400 мГал); максимальна аномалія сили тяжіння на Землі 660 мГал; нормальний вертикальний градієнт сили тяжіння 0,3086 мГал/м; діапазон періодичних місячно-сонячних варіацій сили тяжіння 0,4 мГал; можлива величина вікової зміни сили тяжіння < 0,01 мГал/рік. За аномаліями гравітаційного поля Землі вивчають розподіл густинних неоднорідностей у земній корі та верхній мантії, проводять тектонічне районування, пошуки родовищ корисних копалин (гравіметрична розвідка).
Сила тяжіння визначає справжню форму земної поверхні — геоїд, зумовлює рухи земної кори. Під її впливом відбувається переміщення пухких гірських порід, мас води, льоду, повітря. Гравітаційне поле Землі є однією з причин колообігів у літосфері, атмосфері та гідросфері.